# Paix des Braves (Québec)
La Paix des braves est une entente signée en 2002 entre les Cris du Québec et le Gouvernement du Québec afin de leur reconnaître des droits sur le territoire du nord québécois. Sa désignation officielle est l'Entente concernant une nouvelle relation entre le gouvernement du Québec et les Cris du Québec.
Cette entente fait suite à la Convention de la Baie-James et du Nord québécois de 1975 et permet aux Cris d'avoir une participation plus active dans la gestion du territoire et des ressources naturelles et d'en retirer des bénéfices économiques.

## Description
Cette entente est signée le 7 février 2002 entre le premier ministre du Québec Bernard Landry et le chef du Grand Conseil des Cris, Ted Moses.